# Végre otthon – Tip és Oh kalandjai
A Végre otthon - Tip és Oh kalandjai (eredeti cím: Home: Adventures with Tip & Oh) 2016 és 2018 között bemuatott amerikai televíziós flash animációs vígjátéksorozat, amely a Végre otthon! című 2015-ös 3D-s számítógépes animációs film alapján készült. A rendezői Ryan Crego és Thurop Van Orman, producerei Breehn Burns és Blake Lemons, a zeneszerzője Alex Geringas. A sorozat a Titmouse, Inc. és DreamWorks Animation Television gyártásában készült. Műfaját tekintve sci-fi, kaland és vígjáték. A sorozatot 2016. július 19-én a Netflix, míg Magyarországon a Minimax mutatta be 2018. szeptember 3-án.

## Szereplők
| Szereplő             | Eredeti hang   | Magyar hang     |
| -------------------- | -------------- | --------------- |
| Gratuity 'Tip' Tucci | Rachel Crow    | Laurinyecz Réka |
| Oh                   | Mark Whitten   | Seder Gábor     |
| Lucy Tucci           | Ana Ortiz      | Pápai Erika     |
| Malac                | Ryan Crego     |                 |
| Kyle                 | Matt Jones     | Szabó Máté      |
| Smek kapitány        | Nolan North    | Forgács Gábor   |
| Sharzod              | Ron Funches    | Fekete Zoltán   |
| Pom Pom Pappernacky  | Kelly Donohue  | Dögei Éva       |
| Slushious            | Nika Futterman |                 |
| Pauline              | Cheri Oteri    | Grúber Zita     |

## Epizódok
| Évad | Évad      | Epizódok  | Epizódok  | Eredeti sugárzás   | Eredeti sugárzás   | Magyar sugárzás      | Magyar sugárzás      |
| Évad | Évad      | Epizódok  | Epizódok  | Évadpremier        | Évadfinálé         | Évadpremier          | Évadfinálé           |
| ---- | --------- | --------- | --------- | ------------------ | ------------------ | -------------------- | -------------------- |
|      | 1         | 26        | 26        | 2016. július 29.   | 2016. július 29.   | 2018. szeptember 3.  | 2018. szeptember 15. |
|      | 2         | 26        | 26        | 2017. január 27.   | 2017. január 27.   | 2018. szeptember 16. | 2018. szeptember 28. |
|      | 3         | 26        | 26        | 2017. augusztus 1. | 2017. augusztus 1. | 2019. június 17.     | 2019. június 29.     |
|      | Speciális | Speciális | Speciális | 2017. december 1.  | 2017. december 1.  | TBA                  | TBA                  |
|      | 4         | 26        | 26        | 2018. július 20.   | 2018. július 20.   | 2019. június 30.     | 2019. július 11.     |